# Ковтун Георгій Анатолійович
Ковтун Георгій Анатолійович (нар. 19 лютого 1950, Одеса) — український артист балету, балетмейстер, хореограф. Заслужений діяч мистецтв РРФСР (1988), Народний артист Республіки Татарстан (2010).

## Життєпис
З 1958 працював цирковим акробатом. Закінчив Одеську хореографічну школу, Воронезьке хореографічне училище. У 1985 закінчив Ленінградську консерваторію як хореограф-постановник; учень М. М. Боярчикова.
У 1981—1989 — художній керівник і головний балетмейстер державного чукотсько-ескімоського ансамблю пісні і танцю «Ергирон».
Очолював трупи:
- Одеського театру хореографічних мініатюр
- Бурятського театру опери та балету
- Московського єврейського театру (1986—1987, головний режисер)
- Київського театру опери і балету для дітей та юнацтва (1987—1994, головний балетмейстер; поставив понад 30 балетів)
- Омського музичного театру (1996—1998, головний балетмейстер).
- З 1994 працював балетмейстером Санкт-Петербурзького Державного Академічного театру опери та балету ім. Мусоргського.

З 2000 викладає в Санкт-Петербурзькій консерваторії «Мистецтво хореографа».
Працює як хореограф у фігурному катанні з учнями О. М. Мішина.